# Live at Newport (Joan Baez)
Live at Newport è un album dal vivo della cantante statunitense Joan Baez, pubblicato nel 1996 ma registrato nel periodo 1963-1965 durante le partecipazioni dell'artista al Newport Folk Festival.

## Tracce
1. Farewell, Angelina
2. Long Black Veil
3. Wild Mountain Thyme
4. Come All You Fair and Tender Ladies
5. Lonesome Valley
6. Hush, Little Baby
7. Te Ador/Te Manha
8. All My Trials
9. It's All Over Now, Baby Blue
10. The Unquiet Grave
11. Oh, Freedom
12. Satisfied Mind
13. Fennario
14. Don't Think Twice, It's All Right
15. Johnny Cuckoo
16. It Ain't Me Babe
17. With God on Our Side